# Ponte Sérgio Motta
A Ponte Sérgio Motta é considerada, no país, a terceira do modelo estaiada (sustentada por cabos), antes mesmo de sua inauguração já gerava expectativa de um choque econômico em um dos maiores conglomerados populacionais de Várzea Grande, Mato Grosso – a região do Cristo Rei, formada por 32 bairros e habitados por 100 mil habitantes, uma das grandes beneficiárias, do lado varzeagrandense, da obra.